# 中国人民武装警察部队北京市总队第二医院
中国人民武装警察部队北京市总队第二医院（简称武警北京总队第二医院、武警二院），位于北京市西城区月坛北街丁3号，是三级甲等综合医院。

## 简介
武警北京总队第二医院成立于2000年，是北京市医疗保险定点医院、北京大学人民医院医疗集团成员。
武警北京总队第二医院的肿瘤中心等科室，實際外包給莆田系營運，後者在百度通过百度竞价排名长期进行“生物免疫疗法”、“斯坦福技术”等虚假宣传，但斯坦福大学表示其从未与中国医院有过合作。曾有不少患者因通过这种引发争议的治疗方法而逝世，例如一名32岁的沈阳籍女子叶颖和21岁的大学生魏则西（详见魏则西事件）。魏则西事件后，武警北京总队第二医院大楼楼顶上的标牌和在月坛北街的大型路牌被摘下。

## 魏则西事件
2016年4月，武警北京总队第二医院因魏则西事件引发社会舆论高度关注和抨击。而魏则西事件后，该医院仍然提供同类疗法。5月2日，武警北京总队第二医院生物診療中心因此事件影响而暂时停诊。5月3日，国家卫生计生委、中央军委后勤保障部卫生局、武警部队后勤部卫生局联合对武警北京总队第二医院进行调查。调查期间，十余名患者以及家属到该院要求院方回应生物免疫疗法是否有效、是否外包等问题，并要求全额退还治疗费用，后院方承诺于5月6日回复相关问题，并退还未治疗的费用。5月4日，北京武警二院张贴通知，称即日起全科暂停接诊（停业整顿），之后武警北京二院的18个科室网站（非该院主办）全部被关闭。5月9日，武警北京总队公布武警二院相关问题的调查结果，要求武警二院终止与上海柯莱逊生物技术有限公司的合作，对武警二院其他合作项目运行情况进行集中清理整顿；要求合作方停止擅自发布虚假信息、各类广告和不实报道；处分10名相关人员，其中武警二院2名主要领导被行政撤职，2名涉嫌违法犯罪人员移送司法机关；开展依法执业宣传教育和纪律整顿。